# Калишские манёвры

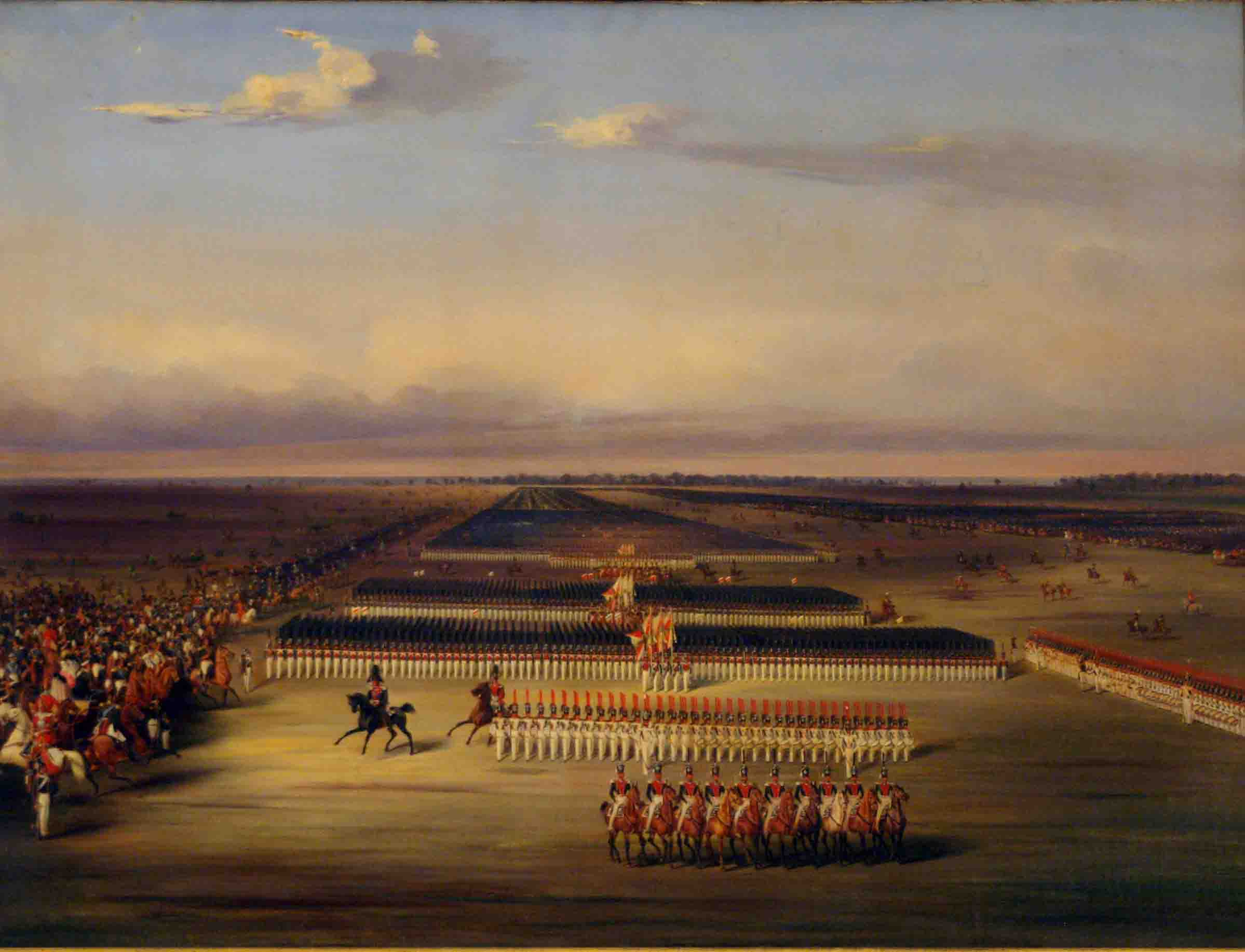
Калишские манёвры.

Калишские манёвры — крупномасштабные манёвры (показательные учения) русской и прусской армий в 1835 году в окрестностях города Калиш.

## Предыстория и контекст
Калишские манёвры были призваны еще раз продемонстрировать другим странам тесный военно-политический союз, существовавший между Пруссией и Россией в период с 1813 по 1853 год, который существовал ещё при Александре I, и ещё более упрочился благодаря тому, что император Николай I был женат на дочери прусского короля. Место было выбрано не случайно: именно в Калише за двадцать с лишним лет до этого, в 1813 году был подписан договор о присоединении Пруссии к России в борьбе против Наполеона.

## Краткое описание манёвров
Манёвры происходили в окрестностях Калиша с 12 по 22 сентября 1835 года. В них принимало участие свыше 60 000 солдат и офицеров (из которых 55 000 представляли Россию и только 5 000 — Пруссию) и 136 артиллерийских орудий. Русская гвардейская пехота прибыла морем из Кронштадта в Данциг, откуда уже посуху двинулась в Калиш; кавалерия весь путь проделала посуху. Сосредоточение большей части войск было закончено уже к концу августа. Для пропитания такой массы войск в разбитом под Калишем лагере потребовалось развернуть 299 полевых кухонь и выстроить 95 хлебопекарных печей.
На манёврах присутствовали император Николай I, король Пруссии Фридрих Вильгельм III и принц Вильгельм (будущий кайзер объединённой Германии Вильгельм I). Непосредственное руководство войсками осуществлял русский генерал-фельдмаршал Иван Паскевич. На манёвры съехались более пятисот высокопоставленных иностранных гостей, преимущественно представители Австрийской империи и различных государств Германии: принцы Фридрих Нидерландский, Павел Мекленбургский, Карл Мекленбург-Стрелицкий, австрийские эрцгерцоги Франц и Иоганн, и многие другие, причём многие прибыли с жёнами и другими членами семей. 
Манёвры включали в себя прошедший 18 сентября 1835 года концерт сводного военного оркестра, в котором было задействовано более 2000 военных музыкантов. На нём был впервые исполнен прусский марш за авторством короля Фридриха Вильгельма III, который до сих пор исполняется оркестрами Бундесвера. В среде же русских солдат, участвовавших в манёврах, зародилась песня «Взвейтесь, соколы, орлами!» (однако она на концерте не исполнялась).
Вечером последнего дня манёвров состоялся грандиозный фейерверк. В тот вечер было выпущено 45 000 ракет и израсходовано 12 000 фунтов пороха. Фейерверк обошёлся в 100 000 талеров.
Целый ряд военачальников, участвовавших в организации манёвров, в частности, прусский военный атташе в Санкт-Петербурге Фридрих Вильгельм фон Раух и его брат Леопольд фон Раух, были награждены Николаем I орденами Российской империи. 
В память о манёврах в Калише был сооружён памятник.